# Cerdistus jubatus
Cerdistus jubatus là một loài ruồi trong họ Asilidae. Cerdistus jubatus được Becker miêu tả năm 1923. Loài này phân bố ở vùng Cổ Bắc giới.